# 6-та гвардійська мотострілецька дивізія (СРСР, II формування)
6-та гвардійська мотострілецька Вітебсько-Новгородська двічі Червонопрапорна дивізія (6 гв. МСД, в/ч 22033; з 02.85: 08774) — з'єднання Радянської армії чисельністю у дивізію, що існувало у 1945—1992 роках. Дивізія входила до складу радянської Північної групи військ, дислокованої у Польщі.
У 1968 році дивізія брала участь в вторгненні військ Варшавського договору до Чехословаччини для придушення «Празької весни».
У 1992 році дивізія виведена на територію СРСР й переформована на 166-ту окрему гвардійську мотострілецьку бригаду у складі Збройних сил РФ.

## Історія
У 1945 році 90-та гвардійська стрілецька дивізія, яка у березні 1945 року була об'єднана з 378-ю стрілецькою дивізією, була переформована на 26-ту гвардійську механізовану дивізію з успадкуванням нагород й найменувань обох дивізій. У період підпорядкування Північної групі військ дивізія дислокувалася у місті Борне-Сулиново (Польща). У 1957 році переформована в 38-му гвардійську танкову дивізію. У 1965 році дивізії повернули номер 90, під яким вона воювала у німецько-радянській війні.
В період з 13 травня по 5 вересня 1968 дивізія брала участь в операції «Дунай» в ЧССР. 20 серпня 1968 року дивізія отримала завдання на перехід державного кордону Східної Німеччини з Чехословаччиною для придушення «Празької весни». 21 серпня 1968 року увійшла в ЧССР, де її частини блокували об'єкти. Наказом Міністра оборони СРСР від 17 жовтня 1968 року № 242 «за зразкове виконання завдання командування і інтернаціонального обов'язку з надання допомоги трудящим Чехословаччини в боротьбі з контрреволюційними елементами і проявлені при цьому відвагу і мужність» всім учасникам операції «Дунай» в тому числі особового складу дивізії оголошено подяку.
У 1985 році, відповідно до директив Міністра оборони СРСР № 314/1/00900 від 4 грудня 1984 року і Генерального штабу ЗС СРСР № 314/3/0224 від 8 лютого 1985 року 90-та гвардійська танкова дивізія була переформована на 6-ту гвардійську мотострілецьку Вітебсько-Новгородську двічі Червонопрапорну дивізію. У зв'язку з цим переформовуванням відбувся обмін нумерацією (90-та на 6-ту) й типом (танкова на мотострілецьку) з 6-ї гвардійської мотострілецької Львівської ордена Леніна Червонопрапорної ордена Суворова дивізії з ГСВГ у Східній Німеччині. 6 гв. ТП став 16 гв. МСП, а 215 гв. ТП став 82 гв. МСП.
1 грудня 1985 року в базі 126-го окремого розвідувального батальйону в місті Бялогард (Польща) був сформований 65-й окремий десантно-штурмовий батальйон чисельністю 602 військовослужбовців й 2 робітників та службовців. Батальйон формував підполковник Синіцин В. М. У травні — листопаді 1986 року в місті Бялогард на базі 65-го окремого десантно-штурмового батальйону була сформована 83-тя окрема десантно-штурмова бригада Головного командування Західного напрямку.
У 1992 році 6-та мотострілецька дивізія, в ході виведення Північної групи військ з Польщі, була передислокована в місто Твер і увійшла до складу Збройних сил РФ. Тоді ж переформована на 166-ту окрему гвардійську мотострілецьку бригаду.

## Склад

### 1957 рік
- Управління (Борне-Сулиново, Польща)
- 6-й гвардійський танковий ордена Суворова полк[8] (Борне-Суліново)
- 80-й танковий Червонопрапорний полк[10] (Борне-Сулиново)
- 215-й гвардійський танковий ордена Олександра Невського полк[12] (Сипнево)
- 252-й гвардійський механізований орденів Суворова і Олександра Невського полк[14] (Борне-Сулиново)
- 193-й гвардійський самохідно-артилерійський ордена Олександра Невського полк (Бялогард)
- 1082-й зенітний ракетний полк (Щецинек)
- 90-й окремий танковий батальйон (Борне-Сулиново)
- 669-й окремий ракетний дивізіон (Бялогард)
- 54-й окремий батальйон зв'язку (Борне-Сулиново)
- 101-й окремий інженерно-саперний батальйон (Щецин)
- 1083-й окремий батальйон матеріального забезпечення, (вч п.п. 12704 Борне-Сулиново)
- 71-й окремий ремонтно-відновлювальний батальйон
- 87-й окремий медичний батальйон
- 126-й окремий розвідувальний батальйон (Бялогард)

### 1985 рік
- Управління (Борне-Сулиново, Польща),
- 16-й гвардійський механізований ордена Суворова полк[15], Борне-Суліново (40 Т-80, 33 БТР-70, 114 БТР-60, 5 БМП-1, 2 БРМ-1К, 18 Д-30, 18 2С12, 21 МТ-ЛБ Т)
- 82-й гвардійський механізований ордена Олександра Невського полк[16], Сипнево (38 Т-80, 140 БТР-60, 5 БМП-1, 2 БРМ-1К, 18 Д-30, 18 2С12, 20 МТ-ЛБ Т)
- 252-й гвардійський механізований орденів Суворова і Олександра Невського полк[13], Борне-Сулиново (40 Т-80, 107 БМП-1, 20 БМП-2, 2 БРМ-1К, 18 2С12)
- 80-й танковий Червонопрапорний полк, Борне-Сулиново (94 Т-80, 6 БМП-2, 11 БМП-1, 2 БРМ-1К, 18 2С1 «Гвоздика», 2 БМП-1КШ)
- 193-й самохідно-артилерійський полк, Бялогард (54 2СЗ «Акація», 18 БМ-21 «Град», 1 БТР-60)
- 1082-й зенітний ракетний полк, Щецинек
- 90-й окремий танковий батальйон, Борне-Сулиново (40 Т-80, 2 БМП-1, 1 БМП-1КШ)
- 465-й окремий протитанковий артилерійський дивізіон, Бялогард
- 669-й окремий ракетний дивізіон, Сипнево, в/ч пп 83736, (4 ОТР 9К79 «Точка»: 4 9П129 (СПУ), 2 9Т218 (ТЗМ),? 9М79 (РЧ), 3 Р-145БМ, 1 БТР-70)
- 126-й окремий розвідувальний батальйон, Бялогард (6 Т-80, 9 БМП-1, 6 БРМ-1К, 9 БТР-60, 2 Р-145БМ)
- 54-й окремий батальйон зв'язку, Борне-Сулиново (10 Р-145БМ)
- 101-й окремий інженерно-саперний батальйон, Щецин
- 1083-й окремий батальйон матеріального забезпечення
- 71-й окремий ремонтно-відновлювальний батальйон
- 87-й окремий медико-санітарний батальйон

Разом: 258 танків, 179 БМП, 316 БТР, 90 САУ, 36 гармат, 54 мінометів, 18 РСЗВ.